# Theuma microphthalma
Theuma microphthalma is een spinnensoort uit de familie van de Prodidomidae.
De wetenschappelijke naam van de soort werd in 1928 gepubliceerd door Reginald Frederick Lawrence.